# 蒙梅拉克
蒙梅拉克（法語：Montmérac，法語發音：[mɔ̃meʁak]）是法国夏朗德省的一个市镇，位于该省西南部，属于干邑区。该市镇成立于2016年1月1日，由蒙绍德（Montchaude）和拉梅拉克（Lamérac）两个市镇合并而成，其中蒙绍德为政府驻地。

## 地理
蒙梅拉克（45°26'55"N, 0°11'59"W）面积23.39 平方千米，位于法国新阿基坦大区夏朗德省，该省份为法国西部内陆省份，北起德塞夫勒省和维埃纳省，东临上维埃纳省，东南至多尔多涅省，南至多爾多涅省，西接滨海夏朗德省。
与蒙梅拉克接壤的市镇（或旧市镇、城区）包括：巴伯济约-圣伊莱尔、巴雷、甘村、雷尼亚克、勒塔特尔、图韦拉克、圣西耶香槟、圣迈格兰、拜涅-圣拉德贡德。
蒙梅拉克的时区为UTC+01:00、UTC+02:00（夏令时）。

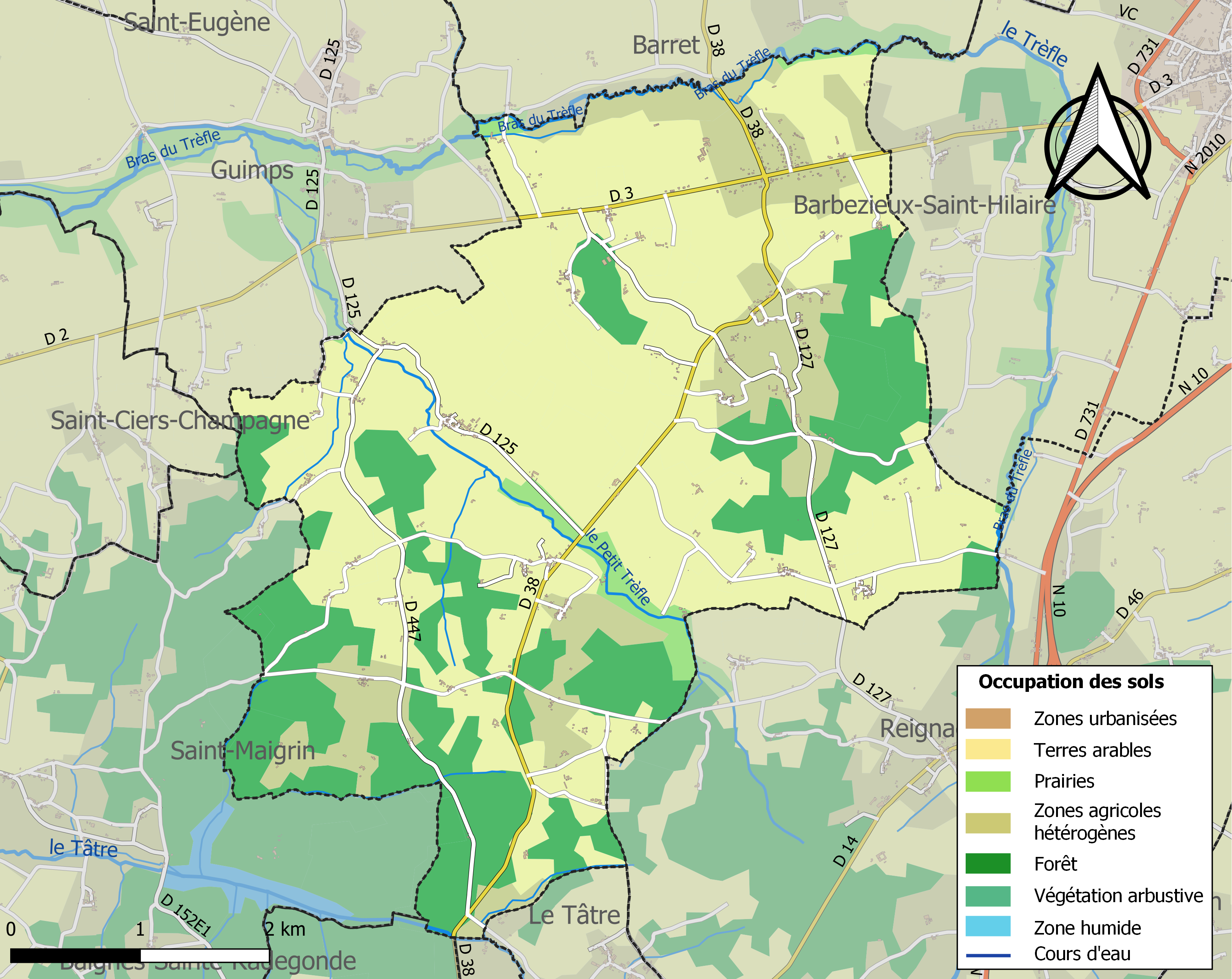
蒙梅拉克的OSM定位图

## 行政
蒙梅拉克的邮政编码为16300，INSEE市镇编码为16224。

## 政治
蒙梅拉克所属的省级选区为夏朗德南县。

## 人口
蒙梅拉克于2022年1月1日时的人口数量为725人。